# Friedrich Kraus
Friedrich Kraus (ur. 31 maja 1858 w Bodenbach, zm. 1 marca 1936 w Berlinie) – austriacki lekarz, internista. Pamiętany za prace dotyczące elektrokardiografii i chemii koloidów. Studiował medycynę na Uniwersytecie Karola-Ferdynanda w Pradze, po uzyskaniu tytułu doktora medycyny był asystentem w klinice Kahlera. W 1890 habilitował się i został dyrektorem Rudolph-Spital w Wiedniu. W 1893 został adiunktem na Uniwersytecie Wiedeńskim, a rok później profesorem patologii medycznej i terapii w klinice w Grazu. W 1902 zastąpił Gerhardta na stanowisku dyrektora II kliniki Charité w Berlinie.
Jego asystentami byli m.in. Theodor Brugsch i Rahel Hirsch. Wspólnie z Brugschem zredagował 19 tomów podręcznika Spezielle Pathologie und Therapie (Berlin-Wien, 1919–1929).
Od 1925 do 1928 wspólnie z Nikołajem Siemaszką wydawał „Deutsch-Russische medizinische Zeitschrift“.